# Real (The Word Alive)
Real è il terzo album in studio del gruppo metalcore statunitense The Word Alive, pubblicato nel 2014.

## Tracce
1. Play the Victim – 4:19
2. Never Forget – 3:31
3. Broken Circuit – 3:54
4. Lighthouse – 3:19
5. The Fortune Teller – 3:52
6. Glass Castle – 3:50
7. 94th St. – 3:46
8. Your Mirage – 3:59
9. Terminal – 4:01
10. The Runaway – 3:20
11. To Struggle and Claw My Way – 3:06
12. Collapsing – 4:18

## Formazione
- Telle Smith – voce
- Zack Hansen – chitarra, cori
- Tony Pizzuti – chitarra, cori
- Daniel Shapiro – basso, cori
- Luke Holland – batteria